# بانوا وهو
بانوا وهو هو بركان تحت الماء يرتفع أكثر من 400 متر (1300 قدم) من قاع البحر في جزر سينغيه بإندونيسيا. تظهر السجلات التاريخية أن العديد من الجزر سريعة الزوال قد تشكلت واختفت. تشكلت جزيرة بانوا وهو بارتفاع 90 مترًا (300 قدمًا) في عام 1835، ولكنها تضاءلت بعد ذلك إلى عدد قليل من الصخور في عام 1848. وبحسب التقارير تشكلت جزيرة جديدة في عام 1889 وكان ارتفاعها 50 مترًا (160 قدمًا) في عام 1894. وعاودت التشكل عام 1919 لكنها اختفت بحلول عام 1935.